# 吉住侑子
吉住 侑子（よしずみ ゆうこ、1928年6月16日 - 2014年7月20日）は、作家。
千葉県生まれ。本名・根本美代。早稲田大学国文学専攻科修了。『文学者』『三田文学』『季刊文科』などに作品を発表。1985年「遊ぶ子どもの声きけば」で北日本文学賞受賞。2004年「戯れの秋」で小島信夫文学賞受賞。

## 著書
- 『吉住侑子集』あさひふれんど千葉 房総文芸選集 1992
- 『真葛が原』作品社 2001
- 『旅にしあれば』作品社 2002
- 『片陰の町』作品社 2004
- 『手賀沼』作品社、2010
- 『浅茅が宿』作品社、2011
- 『歳歳年年』作品社 2013

## 注
1. ↑  『文藝家協会ニュース』2015年3月
2. ↑  『文藝年鑑』2008